# Mezinárodní letiště Ben Guriona
Mezinárodní letiště Bena Guriona (hebrejsky נמל התעופה בן גוריון‎, Nemal ha-te'ufa Ben Gurion; IATA: TLV, ICAO: LLBG), také známé pod svým hebrejským akronymem Natbag (hebrejsky: נתב״ג), je největší a nejvytíženější mezinárodní letiště v Izraeli, které v roce 2018 odbavilo 22,9 milionu cestujících. Nachází se nedaleko města Lod, 15 kilometrů jihovýchodně od Tel Avivu, a je spravováno Izraelskou správou letišť.
Po svém založení v roce 1936 a během britského mandátu bylo známé jako Wilhelmovo letiště, v letech 1948 až 1973 pak jako Lodské letiště či letiště Lod (podle nedalekého města). Roku 1973 bylo na počest prvního izraelského premiéra Davida Ben Guriona přejmenováno na Ben Gurionovo mezinárodní letiště.
Ben Gurionovo letiště je domovským letištěm aerolinek El Al, Israir Airlines, Arkia Israel Airlines a Sun d'Or International Airlines. Terminál č. 3 je v současné době využíván pro mezinárodní lety a terminál č. 1 je využíván pro vnitrostátní lety, stejně jako pro charterové a nízkonákladové lety v letních měsících. Letiště má tři ranveje a je využíváno pro komerční, soukromé i vojenské účely.
Letiště se nachází poblíž hlavní izraelské dálnice č. 1 a dálnice č. 40. Je dostupné osobní automobilovou i autobusovou dopravou. U letištní budovy je stání taxi. V areálu letiště stojí od počátku 21. století i železniční stanice Ben Gurionovo letiště, prochází tudy i rychlostní železniční trať Tel Aviv - Modi'in, respektive vysokorychlostní železniční trať Tel Aviv – Jeruzalém, zprovozněná roku 2018.
Ben Gurionovo letiště je pokládáno za jedno z nejbezpečnějších letišť na světě. Bezpečnostní složky zde zahrnují jak příslušníky policie, tak vojáky Izraelských obranných sil (IOS). Letištní ostraha je uniformovaná i v civilním oblečení, aby se zvýšila bezpečnost cestujících a zabránilo se tak možným útokům. Letiště bylo mnohokrát cílem teroristických útoků, např. v roce 1972, ale nikdy nedošlo k úspěšnému únosu letadla.

## Galerie

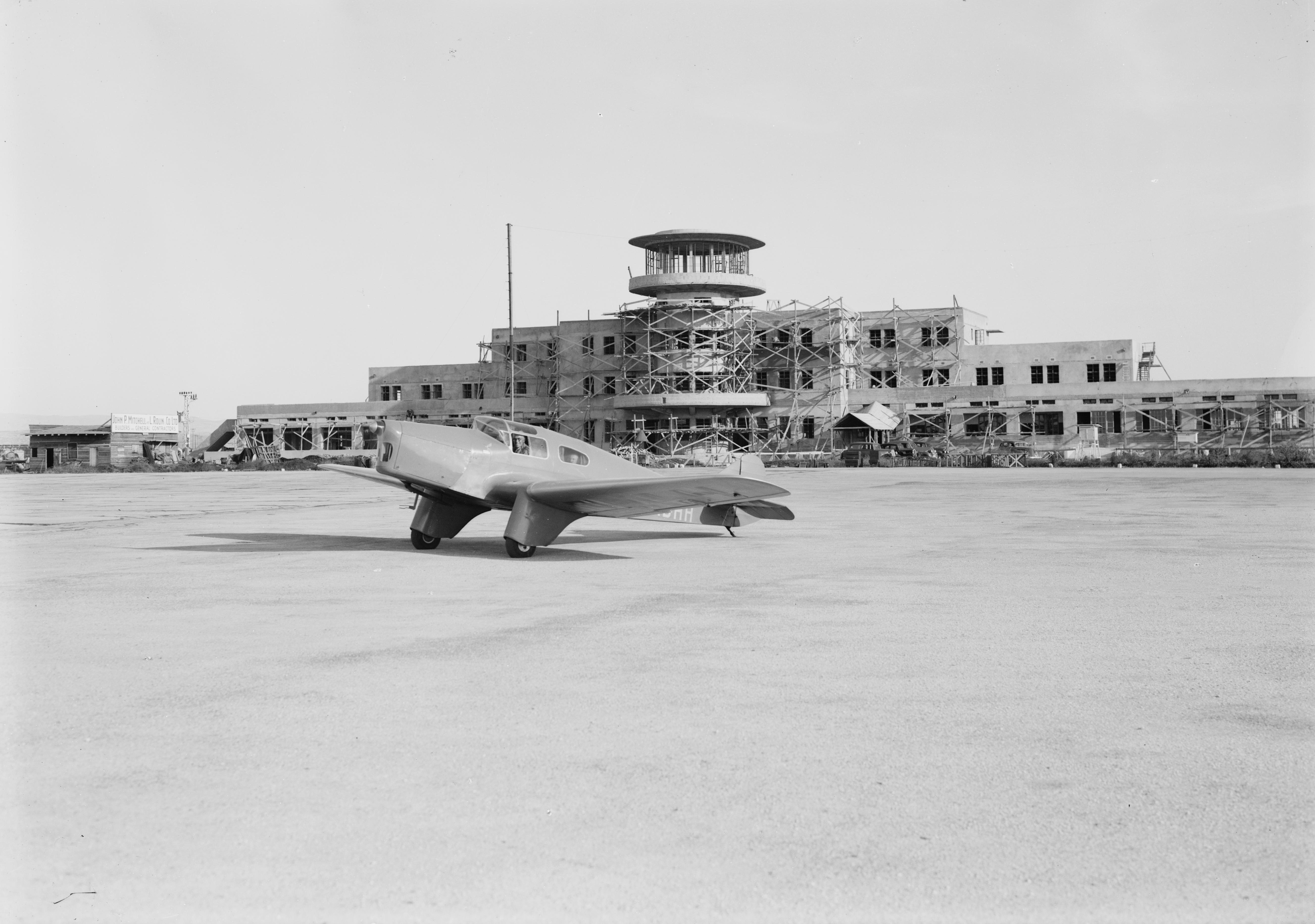
Letiště ve 30. letech - Terminál č. 1 (1935)
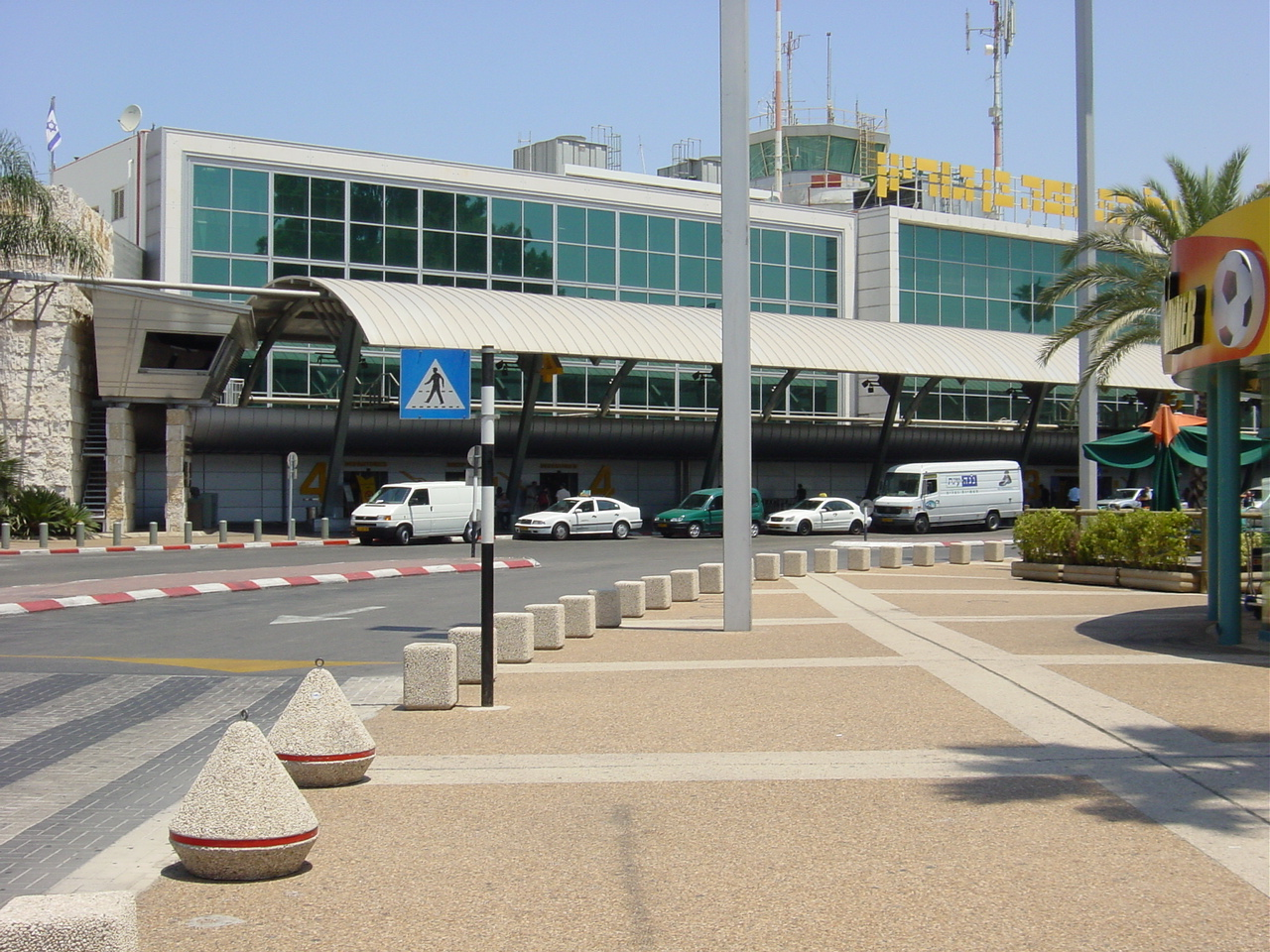
Terminál č. 1
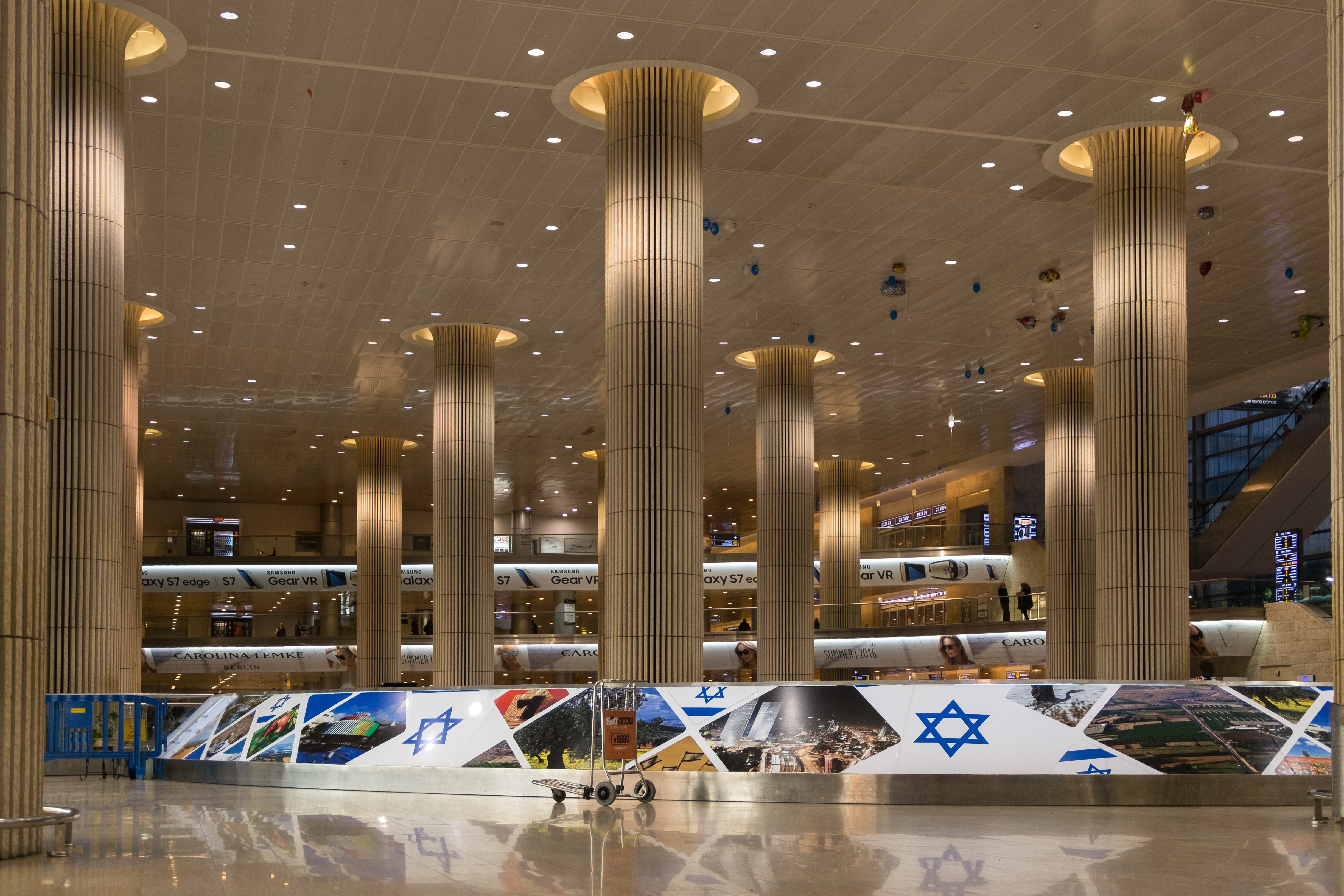
Příletová hala terminálu č. 3
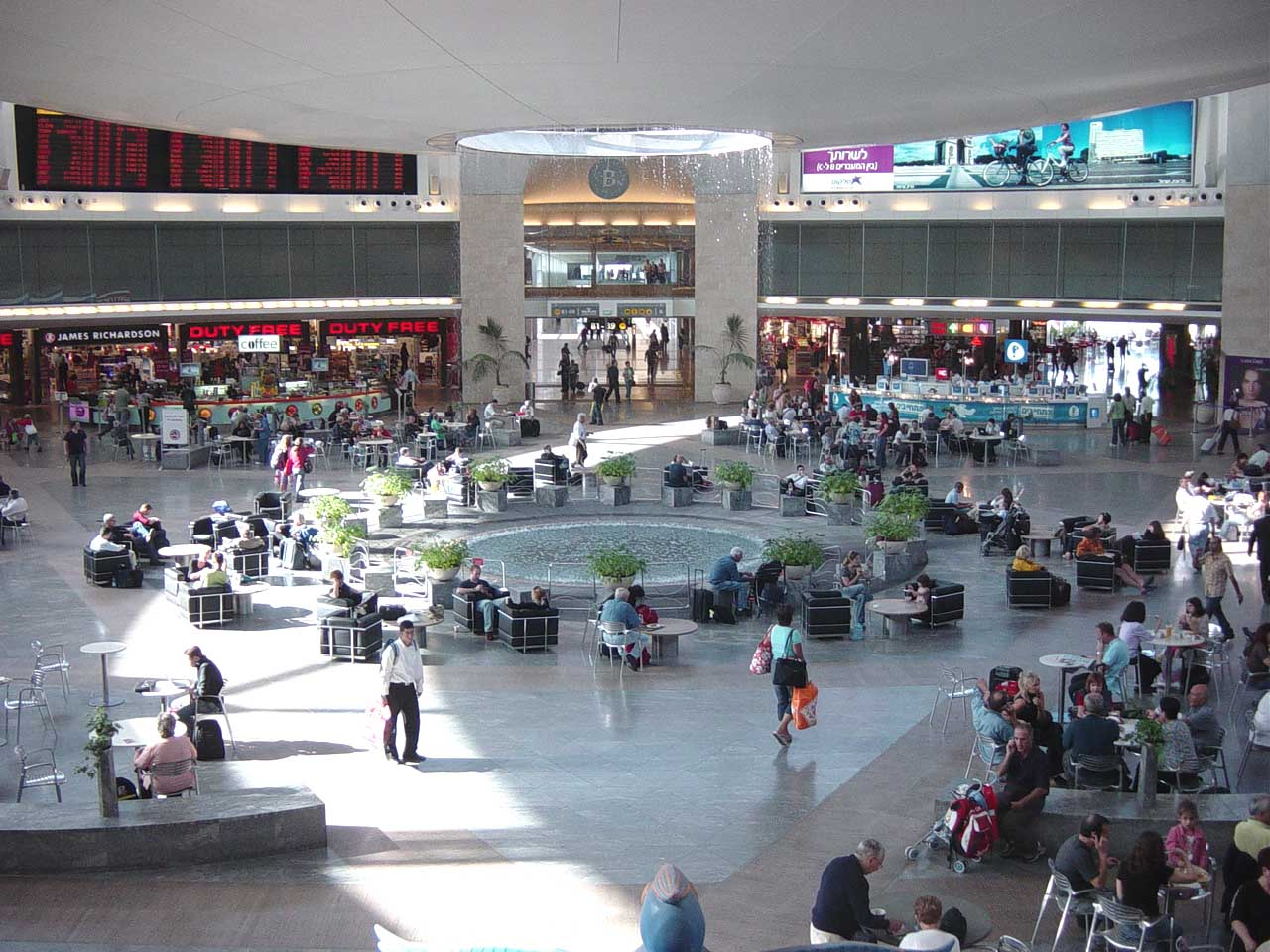
Bezcelní zóna